# Апріяні Рахаю
Апріяні Рахаю (нар. 29 квітня 1998) — індонезійська бадмінтоністка, олімпійська чемпіонка 2020 року.

## Виступи на Олімпіадах
| Олімпіада  | Дисципліна    | Місце |
| ---------- | ------------- | ----- |
| Токіо 2020 | парний розряд | 1     |